# Astro and the Space Mutts
Astro e os Cães Espaciais (Astro and the Space Mutts (em inglês), no original)é um desenho com produção Hanna-Barbera. Estreou em 1981 e teve apenas uma temporada.
Passava no show dos Space Stars, em conjunto com Os Herculóides, Space Ghost e Força Jovem.

## História
O cão Astro, do desenho dos Jetsons se junta a mais dois cães, Cosmo e Dipper, fazendo parte da Polícia Galática. São chefiados pelo humano Space Ace.

## Episódios
nomes originais (em inglês)
1. The Night of the Crab
2. Reverso
3. Menace of the Magnet Maniac
4. The Greatest Show Off Earth
5. Rock Punk
6. Rampage of the Zodiac Man
7. Will the Real Mr. Galaxy Please Stand Up
8. Galactic Vac is Back
9. The Education of Puglor
10. Jewlie Newstar
11. Wonder Dog

## Dubladores

### Nos Estados Unidos[3]
- Astro: Don Messick
- Dipper: Lennie Weinrib
- Cosmo: Frank Welker